# Ruth Atkinson
Ruth Atkinson (* 2. Juni 1918 in Toronto; † 1. Juni 1997 in Pacifica) war eine kanadische Comicautorin und Comiczeichnerin.
Unter dem Künstlernamen R. Atkinson war Atkinson eine der ersten Frauen, die in der nordamerikanischen Comicbranche tätig waren. Sie ist u. a. die Erfinderin der Marvel-Comics-Serien Patsy Walker und Millie the Model und war eine der ersten Mitarbeiter von Stan Lee. Andere Serien umfassen Boy Meets Girl (Lev Gleason Publications), Clipper Kirk, Skull Squad, Suicide Smith, Wing Tips (alle Wings Comics), Tabu (Jungle Comics), und Sea Devil (Rangers Comics).